# Os Dinâmicos
Os Dinâmicos is een voetbalclub in Sao Tomé en Principe uit Folha Fede in het district Mé-Zóchi. De club speelt in de eilandcompetitie van Sao Tomé, waarvan de kampioen deelneemt aan het voetbalkampioenschap van Sao Tomé en Principe, de eindronde om de landstitel.
In 2001 werd Os Dinâmicos vierde in het kampioenschap van Sao Tomé, in 2003 werd het team laatste en degradeerde naar het tweede niveau. In 2006 werd het team uit Folha Fede elfde in een tot veertien clubs uitgebreide competitie, in 2010 speelt het team weer op het tweede niveau.
Os Dinâmicos werd nog nooit landskampioen, eilandkampioen of bekerwinnaar. Anno 2014 is de club niet langer in de competitie te vinden.
Eerste niveau: FC Aliança Nacional · Bairros Unidos FC · UD Correia · Folha Fede · Juba Diogo Simão · FC Neves · Praia Cruz · UDRA · Vitória FC · Santana FC
Tweede niveau: Agrosport · Amador · Guadalupe · Inter Bom-Bom · Desportivo Marítimo · Kê Morabeza · Oque d'El Rei · Porto Alegre · Ribeira Peixe · Trindade FC
Derde niveau: Andorinha Sport Club · Boavista · Desportivo Conde · Cruz Vermelha · Diogo Vaz · Otótó · Santa Margarida · Sporting São Tomé · UDESCAI · Varzim FC
Voormalige clubs: 6 de Setembro · Bela Vista · Os Dinâmicos ·  Palmar